# Апейрон
Апейрон (на гръцки: ἄπειρον, „безкрайно, безпределно“) – понятие от древногръцката философия, въведено от Анаксимандър, означаващо неопределеното, безпределно и безкрайно първовещество, първооснова. Апейронът е единната основа на безкрайното многообразие, основата на света, която съществува във вечно движение. От неговата безкачествена материя възниква всичко по пътя на отделянето на противоположностите: топло – студено, сухо - влажно, и др. Отделните неща възникват, когато те се отделят от апейрона, а връщането им към апейрона е тяхната смърт. Господства хармония във всичко – разрушението води до деградация, като едната противоположност надделява. Възстановяването на хармонията е възмездието, което реализира всеобща справедливост в света, т.е. според Анаксимандър първоосновата не е сетивновъзприемаема реалност, то е това, което е в основата на всичко.
След това Анаксимен във връзка с апейрона приема за свой първи принцип, че въздухът е безграничен, а Ксенофан приема, че земята е безгранична в дълбочина и на широчина. По-късно Парменид отхвърля идеята за безграничното и приема, че битието има определени граници. Парменид има двама последователи - Мелис и Зенон от Елея. Първият отново приема смисъла на апейрона, изказан от Анаксимандър, а вторият приема съществуването на много субстанции, които са едновременно ограничени и безкрайни. Левкип и Демокрит също изказват идеи, свързани с безграничното като приемат, че универсумът е безграничен и в него има неизброими светове.